# 渡邊智暁
渡邊 智暁（わたなべ ともあき、1972年 - ）は、日本の情報学者（情報学・図書館情報学・人文社会情報学・新領域法学・公共政策）。学位はPh.D.（インディアナ大学・2009年）。国際大学グローバル・コミュニケーション・センター主幹研究員・教授、慶應義塾大学大学院政策・メディア研究科特任准教授、特定非営利活動法人コモンスフィア理事長（第2代）。姓の「邊」は「辺」の旧字体のため、新字体で渡辺 智暁（わたなべ ともあき）とも表記される。英語ではTomo Watanabeとの表記も用いられる。
特定非営利活動法人クリエイティブ・コモンズ・ジャパン常務理事、国際大学グローバル・コミュニケーション・センター准教授、国際大学グローバル・コミュニケーション・センター研究推進部部長、国際大学グローバル・コミュニケーション・センター研究部部長などを歴任した。

## 概要
図書館情報学、人文社会情報学、新領域法学、公共政策を専攻する情報学者である。オープン化運動が産業や社会に与える影響について研究するとともに、国や地方公共団体のオープンデータ化の推進にも携わっている。また、「クリエイティブ・コモンズ・ジャパン」の母体であるコモンスフィアの理事長を務めており、オープンライセンスの普及活動にも取り組んでいる。

## 来歴

### 生い立ち
1972年に生まれる。その後、アメリカ合衆国のインディアナ大学のブルーミントン校に進学。テレコミュニケーションについて学び、2000年（平成12年）にM.A.の学位を取得した。さらにブルーミントン校にてマスコミュニケーションについて学び、2009年（平成21年）にPh.D.の学位を取得した。

### 情報学者として

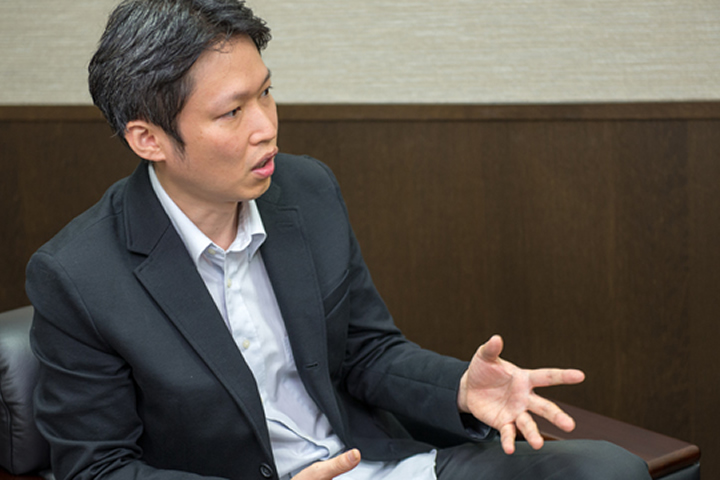
国際大学グローバル・コミュニケーション・センターがCC BY 2.1で公表した渡邊の肖像写真

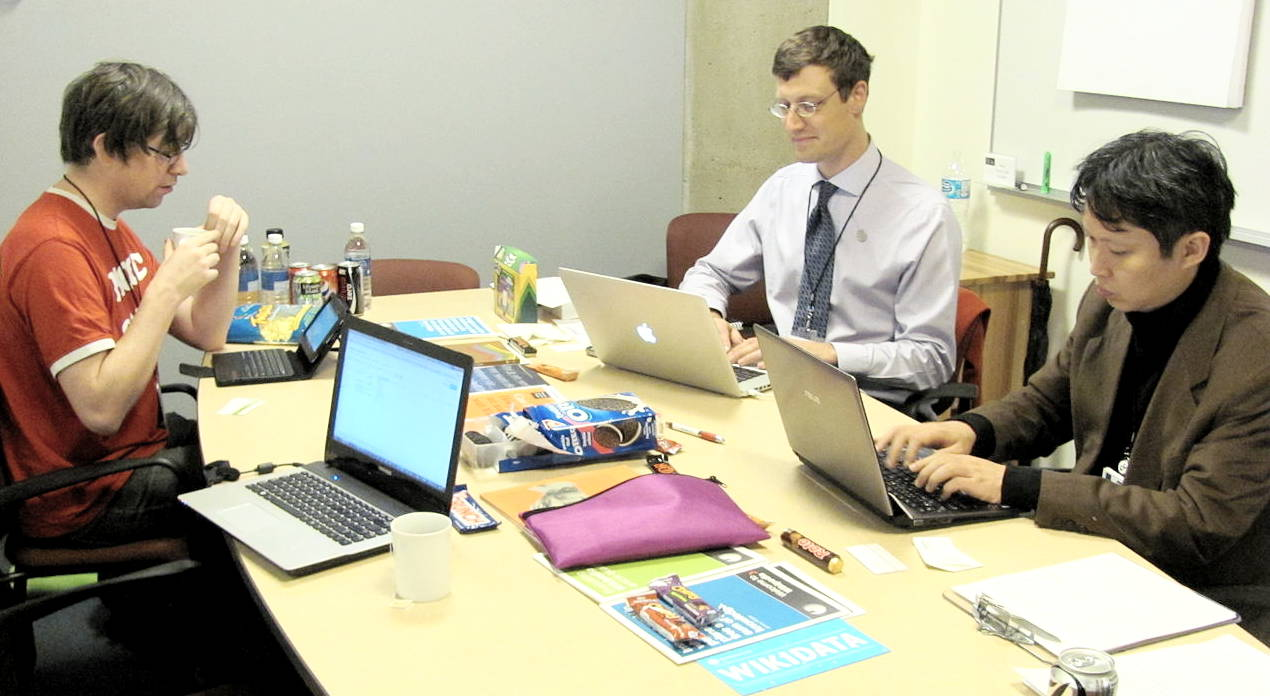
2012年10月16日、「オープン教育カンファレンス」にて

大学院生の頃から、日本の国際大学にて職を得ていた。2008年（平成20年）1月よりグローバル・コミュニケーション・センターの客員研究員となっていたが、同年6月には客員ではなく常勤の研究員として採用された。
2009年（平成21年）4月には、国際大学のグローバル・コミュニケーション・センターにて主任研究員に昇任するとともに、講師を兼務することになった。なお、本務であるグローバル・コミュニケーション・センターでの勤務の傍ら、同年9月から2013年（平成25年）3月にかけて大学院の国際経営学研究科にて講師を非常勤で兼務した。さらに、他の教育・研究機関の職も兼任していた。2010年（平成22年）4月から2013年（平成25年）8月まで聖心女子大学にて、2010年（平成22年）4月から2011年（平成23年）8月まで東京大学大学院情報学環の下に設置されている教育部にて、それぞれ講師を非常勤で兼任した。また、2012年（平成24年）4月から2015年（平成27年）8月にかけては、東京大学大学院の情報学環の講師を非常勤で兼任し、学際情報学府などを横断するデジタル・ヒューマニティーズ・プログラムを担当した。
2012年（平成24年）7月、国際大学のグローバル・コミュニケーション・センターにて准教授に昇任した。なお、准教授となってからも引き続き主任研究員の職にとどまっていたが、2013年（平成25年）4月からは主幹研究員となった。さらに、同月より研究推進部の部長も兼務しており、翌年4月からは研究部の部長を兼務した。
2015年（平成27年）6月より、国際大学のグローバル・コミュニケーション・センターの役職は主幹研究員のみとなった。また、同月より慶應義塾大学の大学院にて、政策・メディア研究科の特任准教授を兼任している。政策・メディア研究科においては、増田恒夫、淺野義弘、常盤拓司らとともに研究に従事した。その後、国際大学の教授に昇任した。

### ウィキペディアンとして
インターネット上の百科事典であるウィキペディアの編集活動に参加していた。アカウント名は「Tomos」。2002年11月、設立一年余りの英語版ウィキペディアと出会い、渡邊はこのプロジェクトのことを知った。このときの気持ちについて「最初は、『誰でも執筆に参加できるプロジェクトなんて変わっているなあ』と思っただけ。それが、本当にうまくいくのか、どこまで出来るのか、見届けたいという気持ちになった」と語っている。その後、ウィキペディア日本語版の管理者を2020年5月まで務めた。情報学者としてもウィキペディアを研究テーマに挙げており、メディアリテラシーの視点からウィキペディアの活用方法を論じている。

## 研究

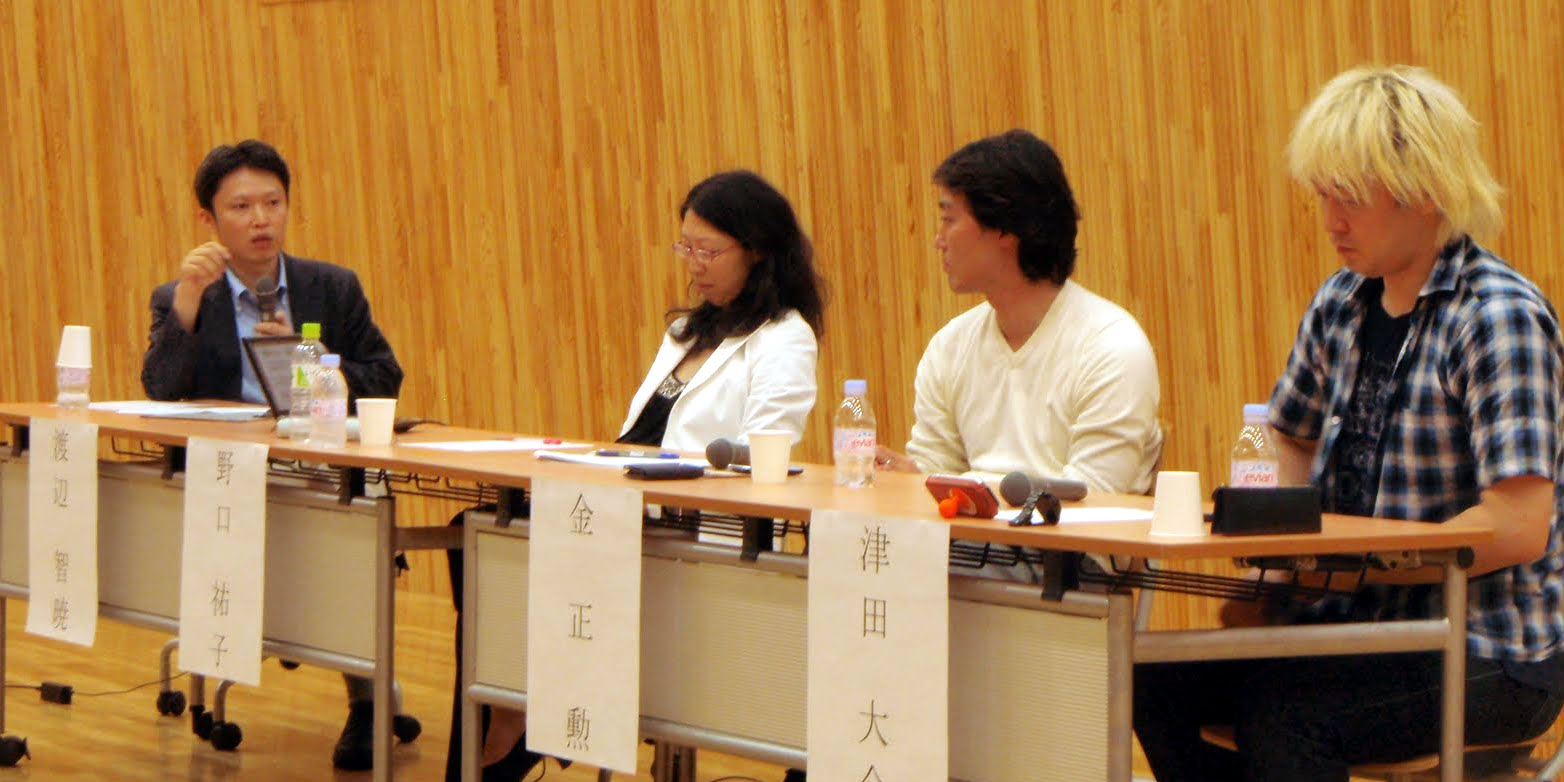
2010年8月11日、「フェアユースとメディア・コンテンツ産業」にて森・濱田松本法律事務所パートナー野口祐子（左から2人目）、慶應義塾大学大学院政策・メディア研究科特任准教授金正勲（右から2人目）、インターネットユーザー協会代表理事津田大介（右端）と

専門は情報学であり、特に図書館情報学、人文社会情報学、新領域法学、公共政策といった分野の研究に従事した。具体的には、国や地方公共団体などのオープンデータ化や、Massive open online courseなどのオープン教育、オンライン百科事典のウィキペディアなど、オープン化運動にまつわるさまざまな概念が産業や社会に与える影響について研究した。
また、クリエイティブ・コモンズを日本の法体系に合わせるべく活動しているクリエイティブ・コモンズ・ジャパンにて理事となり、常務を務めた。その後、クリエイティブ・コモンズ・ジャパンの運営母体であるコモンスフィアにおいても常務を務め、2016年（平成28年）3月31日に退任した中山信弘の後を襲い理事長に就任した。なお、この「コモンスフィア」は、もともとは国際大学のグローバル・コミュニケーション・センターの支援により東浩紀、濱野智史、ドミニク・チェン、生貝直人の4名で2005年（平成17年）に結成された組織である。その後、コモンスフィアのウェブサイトをクリエイティブ・コモンズ・ジャパンが管理するようになり、やがて2013年（平成25年）2月にクリエイティブ・コモンズ・ジャパンが自身の法人名を「コモンスフィア」に改称するに至ったものである。
さらに、国や地方公共団体のデータのオープン化を推進するオープン・ナレッジ・ファウンデーション・ジャパンの副理事長を務めた。そのほか、内閣官房のIT総合戦略室より「オープンデータ伝道師」の呼称を与えられており、地方公共団体のオープンデータ化の推進などに尽力している。2012年には野田第3次改造内閣の内閣府特命担当大臣（科学技術政策担当）である前原誠司より委嘱され、内閣に設置された高度情報通信ネットワーク社会推進戦略本部の企画委員会にて電子行政オープンデータ実務者会議の構成員の一人として名を連ねた。電子行政オープンデータ実務者会議の下に置かれたルール・普及ワーキンググループでは主査代理に就任し、主査である川島宏一らと政府標準利用規約の制定などに尽力した。政権交代により第2次安倍内閣発足後も引き続き構成員を継続し、2013年3月より電子行政オープンデータ実務者会議が高度情報通信ネットワーク社会推進戦略本部の直属となってからも構成員を務めた。総務省の施設等機関である情報通信政策研究所ではファブ社会の基盤設計に関する検討会の構成員の一人として参画した。慶應義塾大学においては、革新的イノベーションプログラムに採択された「感性とデジタル製造を直結し、生活者の創造性を拡張するファブ地球社会創造拠点」の研究統括を務めた。

## 略歴
- 1972年 - 誕生[4]。

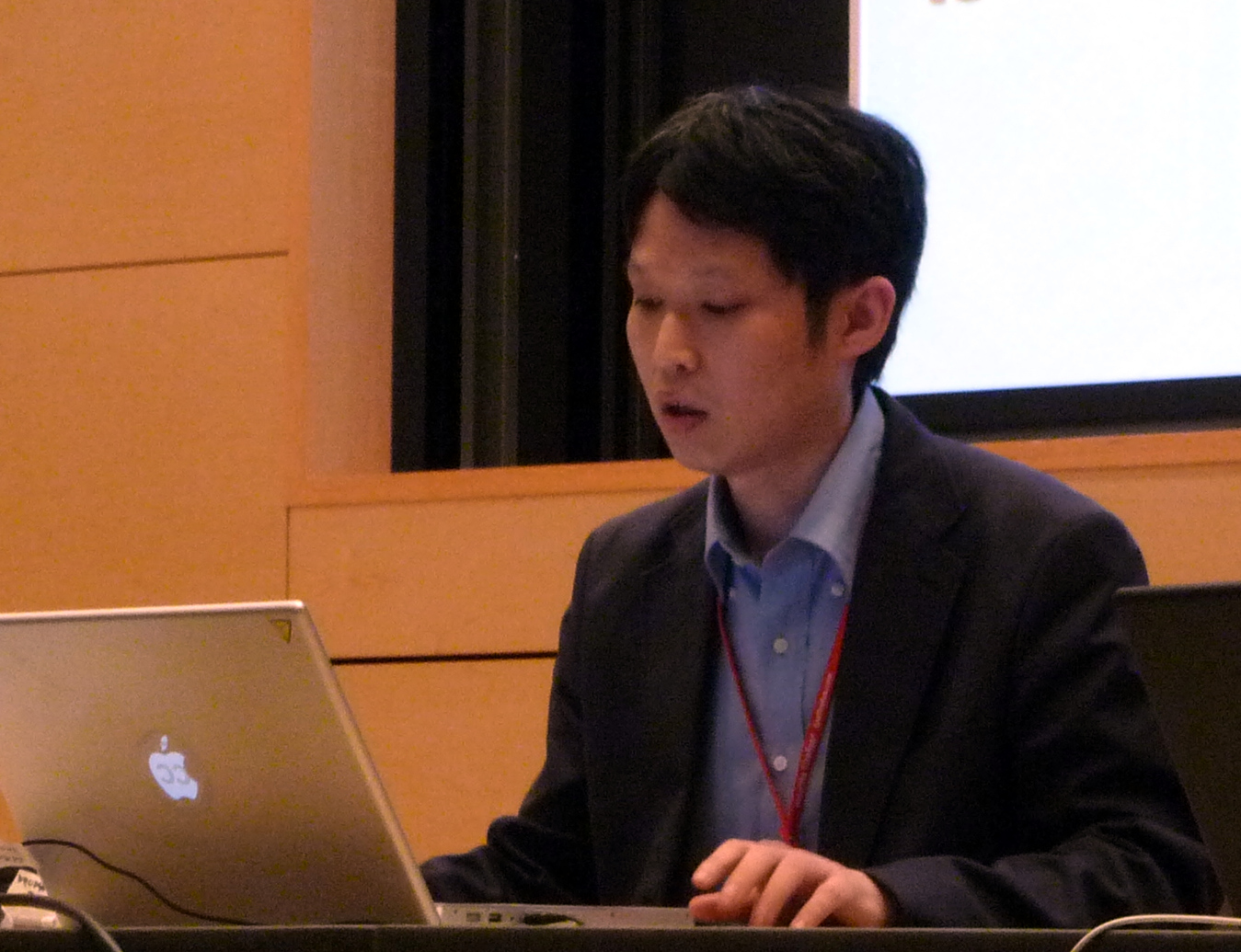
2008年7月29日、「iコモンズ・サミット」にて

- 2000年 - インディアナ大学ブルーミントン校（英語版）修士課程修了[6]。
- 2008年 - 国際大学グローバル・コミュニケーション・センター客員研究員[8]。
- 2008年 - 国際大学グローバル・コミュニケーション・センター研究員[8]。
- 2009年 - 国際大学グローバル・コミュニケーション・センター主任研究員[8]。
- 2009年 - 国際大学グローバル・コミュニケーション・センター講師[8]。
- 2009年 - インディアナ大学ブルーミントン校博士課程修了[6]。
- 2009年 - 国際大学大学院国際経営学研究科非常勤講師[8]。
- 2010年 - 聖心女子大学非常勤講師[8]。
- 2010年 - 東京大学大学院情報学環教育部非常勤講師[8]。
- 2012年 - 東京大学大学院情報学環非常勤講師[8]。
- 2012年 - 国際大学グローバル・コミュニケーション・センター准教授[8]。
- 2012年 - 高度情報通信ネットワーク社会推進戦略本部企画委員会電子行政オープンデータ実務者会議構成員[21]。
- 2013年 - 高度情報通信ネットワーク社会推進戦略本部電子行政オープンデータ実務者会議構成員。
- 2013年 - 国際大学グローバル・コミュニケーション・センター主幹研究員[8]。
- 2013年 - 国際大学グローバル・コミュニケーション・センター研究推進部部長[8]。
- 2014年 - 国際大学グローバル・コミュニケーション・センター研究部部長[8]。
- 2015年 - 慶應義塾大学大学院政策・メディア研究科特任准教授[8]。
- 2016年 - コモンスフィア理事長[10]。
- 2019年 - 国際大学グローバル・コミュニケーション・センター研究部長・主幹研究員[8]
- 2019年 - 国際大学グローバル・コミュニケーション・センター教授・主幹研究員・研究部長[8]
- 2020年 - 慶応義塾大学SFC研究所 上席所員[8]

## 著作

### 共著
- 岡本真・仲俣暁生編・著、金正勲ほか著『ブックビジネス2.0』実業之日本社、2010年。ISBN 9784408108537
- 庄司昌彦責任編集、森田朗・今井武・関治之インタビュー、東富彦ほか執筆『オープンデータ』国際大学グローバル・コミュニケーション・センター、2014年。ISBN 9784904305133
- 稲葉振一郎ほか編『人工知能と人間・社会』勁草書房、2020年。ISBN 9784326102808

### 寄稿、分担執筆、等
- 国際大学グローバル・コミュニケーション・センター編著『未来を創る情報通信政策――世界に学ぶ日本の針路』NTT出版、2010年。ISBN 9784757102972

### 主要な論文
- 金正勲・渡辺智暁・水野香里稿「ブロードバンドにおけるオープンアクセス問題――米国の通信政策の先端課題」『Infocom review』23号、情報通信総合研究所、2000年、53-65頁。ISSN 13410024
- 渡辺智暁・金正勲稿「デジタル融合時代のユニバーサル・サービス政策――インターネットの扱いを巡って」『Infocom review』25号、情報通信総合研究所、2001年、44-62頁。ISSN 13410024
- 渡辺智暁稿「回線開放政策は有効なのか」『智場』113号、国際大学グローバルコミュニケーションセンター、2009年3月、19-28頁。ISSN 18805485
- 庄司昌彦・渡辺智暁稿「無線ブロードバンドによる設備競争のシナリオ――WiMAX事業が直面する困難と各種無線ブロードバンド事業の概観からの分析」『智場』113号、国際大学グローバルコミュニケーションセンター、2009年3月、29-40頁。ISSN 18805485
- 今川拓郎・砂田薫・渡辺智暁稿「情報通信産業の国際競争力とは何か」『智場』113号、国際大学グローバルコミュニケーションセンター、2009年3月、61-73頁。ISSN 18805485
- 渡辺智暁・野口祐子稿「オープンアクセスの法的課題――ライセンスとその標準化・互換性を中心に」『情報の科学と技術』60巻4号、情報科学技術協会、2010年、151-155頁。ISSN 09133801
- 渡辺智暁稿「日本の社会変革は起こせるのか？――オープンな参加、ICTの可能性」『智場』115号、国際大学グローバルコミュニケーションセンター、2010年1月、6-17頁。ISSN 18805485
- 渡辺智暁稿「ユニバーサルサービスと参加型社会の可能性」『ネクストコム』2巻、KDDI総研、2010年6月、25-31頁。NCID AA12462224
- 渡辺智暁稿「われわれはウィキペディアとどうつきあうべきか――メディア・リテラシーの視点から」『情報の科学と技術』61巻2号、情報科学技術協会、2011年、64-69頁。ISSN 09133801
- 野口祐子・渡辺智暁稿「学術情報と著作権」『情報管理』53巻11号、科学技術振興機構、2011年、624-630頁。ISSN 00217298
- 渡辺智暁・井上明人稿「インド――進出のリスク、傍観のリスク」『智場』116号、国際大学グローバルコミュニケーションセンター、2011年3月、59-67頁。ISSN 18805485
- 安藤穣・渡辺智暁・上村圭介稿「インド発グローバル企業から見える日本」『智場』116号、国際大学グローバルコミュニケーションセンター、2011年3月、68-75頁。ISSN 18805485
- 渡辺智暁稿「ウィキペディアから知の未来を考える――ウィキメディア・カンファレンス・ジャパン2010を手がかりに」『智場』116号、国際大学グローバルコミュニケーションセンター、2011年3月、114-120頁。ISSN 18805485
- 渡辺智暁稿「オープンガバメントにおけるデータの役割――米国情報通信政策とウィキペディアからの考察」『智場』117号、国際大学グローバルコミュニケーションセンター、2012年3月、113-123頁。ISSN 18805485
- 渡辺智暁稿「オープンガバメントと著作権」『行政＆情報システム』48巻3号、行政情報システム研究所、2012年6月、25-30頁。ISSN 18820689
- 渡辺智暁稿「教育のオープン化と高等教育の再編可能性」『智場』118号、国際大学グローバルコミュニケーションセンター、2013年3月、76-88頁。ISSN 18805485
- 渡辺智暁稿「データとオープン化」『行政＆情報システム』49巻3号、行政情報システム研究所、2013年6月、46-51頁。ISSN 18820689
- 渡辺智暁稿「オープン化とクリエイティブ・コモンズ・ライセンス」『行政＆情報システム』49巻4号、行政情報システム研究所、2013年8月、65-70頁。ISSN 18820689
- 渡辺智暁稿「オープンデータにおける著作権とライセンス――法制度とオープン性の軋轢」『情報処理』54巻12号、情報処理学会、2013年11月15日、1232-1237頁。ISSN 04478053
- 渡辺智暁稿「オープンデータの経済効果――推計と政策評価」『行政＆情報システム』50巻4号、行政情報システム研究所、2014年8月、24-28頁。ISSN 18820689
- 渡辺智暁稿「欧州から考える政府のオープンデータ国際戦略」『智場』119号、国際大学グローバルコミュニケーションセンター、2014年10月、64-76頁。ISSN 18805485
- 渡辺智暁稿「3Dデータ、3D作品に関する著作権を考える」『Imaging Conference Japan論文集』日本画像学会、2016年、83-86頁。ISSN 18819958
- 水野大二郎・渡辺智暁稿「デジタルファブリケーション――設計しきら（れ）ない設計」『一橋ビジネスレビュー』64巻2号、東洋経済新報社、2016年、68-81頁。ISSN 13459953
- 渡辺智暁稿「異質な存在としてのAIとその社会的受容」『人工知能』32巻5号、人工知能学会、2017年9月、678-685頁。ISSN 21882266
- 寺田真一郎・渡邊智暁稿「なぜ日本の地上波テレビ放送はネット同時再送信を提供しないのか？――日米のビジネスモデル比較」『年次学術大会講演要旨集』32号、研究・イノベーション学会、2017年10月28日、67-72頁。
- 渡邊智暁稿「オープンデータの価値の未知性と活用事例」『J-LIS』5巻6号、地方公共団体情報システム機構、2018年9月、39-46頁。ISSN 21884943
- 渡辺智暁・小林心稿「クリエイティブ・コモンズ――オープンソース、パブリックドメインとの関係からの考察」『パテント』72巻9号、日本弁理士会、2019年8月、34-47頁。ISSN 02874954

### インタビュー
- 渡辺智暁・立花晃稿「都市におけるオルタナティブな自律空間形成主体としてのクリエイティブ・コモンズ」『季報唯物論研究』130号、季報「唯物論研究」刊行会、2015年2月、98-108頁。ISSN 02852993
- 渡辺智暁・立花晃稿「都市におけるオルタナティブな自律空間形成主体としてのクリエイティブ・コモンズ」『季報唯物論研究』132号、季報「唯物論研究」刊行会、2015年8月、120-131頁。ISSN 02852993

### 註釈
1. 1 2  東京大学の大学院の一部には、従来の研究科制とは異なる組織形態である学環・学府制が導入されている。情報学環は教員のみが所属する研究組織であり、学際情報学府は学生のみが所属する教育組織である。一方、情報学環の教育部は、学際情報学府とはまた別の教育組織であり、かつての社会情報研究所の流れを汲む組織である。
2. ↑  ウィキペディアの利用者「Tomos」。
3. ↑  電子行政オープンデータ実務者会議の構成員は、高度情報通信ネットワーク社会推進戦略本部企画委員会座長により委嘱される。座長は内閣府特命担当大臣（科学技術政策担当）の充て職である。企画委員会が廃止されてからは、構成員は、情報通信技術政策を担当する国務大臣により指名されることになった。

## 関連人物
- 金正勲 (法学者)
- 庄司昌彦
- 中山信弘
- 水野大二郎